# أوركيسترا الديوان الغربي الشرقي

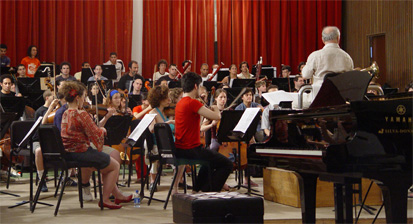
جانب من التدريب في إشبيلية

أوركسترا كلاسيكية تجمع موسيقيين من العالم العربي مع موسيقيين من فلسطين. أسست من قبل إدوارد سعيد ودانييل بارينبويم. سنة 1999.
أخذ الاسم من مجموعة مختارة من قصائد يوهان فولفغانغ فون غوته. المنظمة قد تلقت طلبات من أكثر من 200 من طلاب الموسيقى العربية كما صرح دانييل بارينبويم.
الهدف من أوركيسترا الديوان الغربي الشرقي هو تعزيز التفاهم بين الإسرائيليين والفلسطينيين وتمهيد الطريق أمام حل سلمي عادل للصراع العربي الإسرائيلي. وتحدث بارنبويم للمجموعة على النحو التالي :
"الديوان ليس قصة حب، وليس قصة السلام. مع انه قد وصف بأنه مشروع للسلام رغم انه ليس كذلك ولن يجلب السلام، سواء كنا نلعب جيدا أو لا. فالديوان بمثابة مشروع لمكافحة الجهل. وإنه من الضروري للغاية بالنسبة للشعوب أن تتعرف على ا الشعوب الأخرى، وفهم ما يفكر ويشعر به الآخرون، دون أن يؤدي ذلك بالضرورة الاتفاق معهم. نحن لا نحاول تحويل الدول العربية إلى وجهة النظر الإسرائيلية، ولا نحاول اقناع الإسرائيليين على وجهة النظر العربية، لكن أريد أن—للأسف، وأنا في هذا وحدي بعد أن توفي ادوارد قبل بضع سنوات --... خلق منبر حيث يمكن للجانبين التحاور وعدم اللجوء إلى السكاكين "
كان أداء الفرقة الموسيقية في مختلف أنحاء العالم، بما في ذلك إسرائيل والاراضي الفلسطينية.و المدرسة الصيفية السنوية في اشبيلية منذ عام 2002، حيث وفرت الحكومة الإقليمية في الأندلس قاعدة للمجموعة في اشبيلية (إسبانيا).
الاوركسترا منحت جوائز عدة منذ إنشائها، من بينها جائزة برينسيب دي استورياس الكونكورد في عام 2002 لسعيد وبارنبويم، وبريميوم إمبيريال التي تمنحها اليابان ورابطة الفنون اليابانية.
وتساعد المؤسسة مع غيرها من المشاريع مثل اوركسترا أكاديمية الدراسات، والتربية الموسيقية في فلسطين والمشروع التعليم في مرحلة الطفولة المبكرة ومشروع التعليم الموسيقي في اشبيلية.

## وصلات خارجية
- أوركيسترا الديوان الغربي الشرقي على موقع الموسوعة البريطانية (الإنجليزية)
- أوركيسترا الديوان الغربي الشرقي على موقع ميوزك برينز (الإنجليزية)
- أوركيسترا الديوان الغربي الشرقي على موقع أول ميوزيك (الإنجليزية)
- أوركيسترا الديوان الغربي الشرقي على موقع ديسكوغز (الإنجليزية)